# 松戸市立常盤平第三小学校
松戸市立常盤平第三小学校（まつどしりつ ときわだいらだいさんしょうがっこう）は、千葉県松戸市常盤平西窪町にある公立小学校。

## 概要
正式名称は長いため、「常三小（ときさんしょう）」または「常三（ときさん）」と省略して呼ばれることが多い。
校歌『常盤平第三小学校校歌』藤田圭雄作詞、長谷川良夫作曲

## 沿革
- 1967年 - 常盤平第一小学校および高木小学校から分離、校章制定。この時在籍児童は228名、7学級であった[1]。
- 1968年 - 校旗と校歌の制定。
- 1970年 - 体育館が完成。校舎を増築。
- 1972年 - プールが完成。第2校舎増築竣工。
- 1974年 - 校舎増築。
- 1975年 - 牧野原小学校の新設に伴い、学区の一部を分離。この時在籍児童は1229名、30学級であった。
- 2011年 - 平成23年現在、在籍児童数は726名、22学級。

## 学校教育目標
- 豊かな心と健康な体をもち、自ら伸びようとする子どもの育成

## 学校行事
- 4月 - 入学式、着任式、始業式、1年生おめでとう集会、出会いの会
- 5月 - 6年生修学旅行、全校遠足（21世紀の森と広場）
- 6月 -
- 7月 - 6年生サマーキャンプ、終業式
- 8月 -
- 9月 - 始業式、運動会
- 10月 -
- 11月 - 常三小フェスティバル
- 12月 - 終業式
- 1月 - 始業式
- 2月 - 6年生を送る会
- 3月 - 卒業式、終業式

## 学校周辺
- 21世紀の森と広場
- 常盤平さくら通り
- 八柱霊園

## 交通
- 東日本旅客鉄道（JR東日本）武蔵野線「新八柱駅」下車、徒歩10分
- 京成松戸線「八柱駅」下車、徒歩10分